# Asperodiscus
El Asperodiscus es un género de foraminífero bentónico, considerado un sinónimo posterior del Neoarchaediscus, de la subfamilia Asteroarchaediscinae, de la familia Archaediscidae, de la superfamilia Archaediscoidea, del suborden Fusulinina y del orden Fusulinida. Su especie tipo era la Archaediscus mutans. Su rango cronoestratigráfico abarca desde el Viseense superior hasta el Serpujoviense inferior (Carbonífero inferior).

## Discusión
Algunas clasificaciones más recientes incluyen al Asperodiscus en el suborden Archaediscina, del orden Archaediscida, de la subclase Afusulinana y de la clase Fusulinata. El Asperodiscus fue propuesto como un subgénero del  Nodosarchaediscus, es decir, Nodosarchaediscus (Asperodiscus).

## Clasificación
El Asperodiscus incluía a la siguiente especie:
- Asperodiscus mutans †